# Penstemon patens
Penstemon patens là một loài thực vật có hoa trong họ Mã đề. Loài này được (M.E. Jones) N.H. Holmgren mô tả khoa học đầu tiên năm 1979.